# Грб Бора
Грб Бора јесте златно-сребрени штит пресечен укосо зеленом траком. У златном пољу налази се дрво Бор, док у сребрном, црвени крст са искривљеним крацима. Грб града се састоји из три нивоа: Велики, средњи и мали грб. Велики грб, поред малог садржи и два чувара, црног орла који у канџама држе стег народне заставе Србије и стег заставе Града Бора. Средњи грб јесте мали грб опасан венцем храстовог лишћа и грожђа. 

## Правилник употребе[1]
Велики грб Градске управе, употребљава се: – на повељама, плакетама, признањима и наградама које  додељује Градска управа града Бора; – на веб презентацији Градске управе; – на меморандуму председника и потпредседника Скупштине  града Бора и председника Извршног одбора Скупштине града  Бора; – на званичним позивницама, честиткама, захвалницама, визиткартама и сличним штампаним стварима које упућују председник и потпредседник Скупштине града и председник  Извршног одбора Скупштине града.  
Средњи грб Градске управе, употребљава се: – на начин и у случајевима у којима се употребљава или се може  употрабљавати Велики грб; – на легитимацијама одборника Скупштине града; – на меморандуму секретара Скупштине града и Градске управе – на одређеним предметима који се дају у репрезентативне сврхе. 
Мали – основни грб Градске управе, употребљава се: – у редовним службеним активностима Градске управе; – за обележавање службених просторија Градске управе и јавног  правобранилаштва; – на картицама за идентификацију запослених у Градској управи.    

## Одлука о обележју[1]
На основу члана 4. Статута општине Бор („ Службени лист Општина“ бр. 11/2002), члана 5. Одлуке о грбу, знаку и застави општине и насељеног места Бор („ Службени лист општина“ бр. 6/2003), Скупштина општине Бор, на седници одржаној 25. Јуна 2003. године, донела је Одлуку о употреби и заштити грба, знака и заставе општине и насељеног места бор.